# إرين تيدرو
إرين تيدرو (بالإنجليزية: Irene Tedrow) هي ممثلة أمريكية، ولدت في 3 أغسطس 1907 بدنفر في الولايات المتحدة، وتوفيت في 10 مارس 1995 بهوليوود في الولايات المتحدة بسبب سكتة.

## وصلات خارجية
- إرين تيدرو على موقع IMDb (الإنجليزية)
- إرين تيدرو على موقع ألو سيني (الفرنسية)
- إرين تيدرو على موقع ميوزك برينز (الإنجليزية)
- إرين تيدرو على موقع تيرنر كلاسيك موفيز (الإنجليزية)
- إرين تيدرو على موقع أول موفي (الإنجليزية)
- إرين تيدرو على موقع قاعدة بيانات برودواي على الإنترنت (الإنجليزية)
- إرين تيدرو على موقع قاعدة بيانات الأفلام السويدية (السويدية)
- إرين تيدرو على موقع قاعدة بيانات الفيلم (الإنجليزية)
- إرين تيدرو على موقع كينوبويسك (الروسية)